# Taxi Brooklyn
Taxi Brooklyn es una serie de televisión de procedimiento policial de acción comedia franco-estadounidense, producida por EuropaCorp Television. Los protagonistas de la serie son Chyler Leigh y Jacky Ido, se basa en la película Taxi escrita por Luc Besson. 
El 6 de marzo de 2015, NBC canceló la serie en los EE. UU.

## Sinopsis
Caitlin "Cat" Sullivan es una detective de policía de Nueva York que trabaja en Brooklyn. Es una mujer empeñada en encontrar al asesino de su padre. Después de ser degradada a ser un agente de patrulla a pie por conducción temeraria, desobedecer órdenes y tener conflictos de personalidad, Cat encuentra al taxista Leo Romba. Se trata de un conductor altamente calificado, Leo es un encantador francés de origen africano que vino de Marsella. Al darse cuenta de que Leo mintió en sus formularios de inmigración, Cat le ofrece un trato: a cambio de sus habilidades de conducción y taxi ella le ayudará con su problema de inmigración. Con el fin de mantenerse fuera de la cárcel y evitar la deportación, Leo se compromete a colaborar con Cat. Rápidamente se convierte en su conductor personal, consultor y amigo al mismo tiempo que recorren juntos las calles de Nueva York para resolver casos, tratando de descubrir el misterio detrás de la muerte de su padre.

## Elenco

### Actores principales
- Chyler Leigh es Caitlin "Cat" Sullivan
- Jacky Ido es Leo Romba
- James Colby es Capitán John Baker
- José Zúñiga es Eddie Esposito
- Jennifer Esposito es Dr. Monica Pena
- Bill Heck es Gregg James
- Ally Walker es Frankie Sullivan
- Raul Casso es Ronnie

### Recurrentes
- Luke Roberts es Rhys
- Caterina Murino es Giada

## Emisión
Taxi Brooklyn se estrenó en Bélgica el 21 de marzo de 2014, en La Deux y en Francia el 14 de abril de 2014, en TF1. En los Estados Unidos, la serie se estrenó el 25 de junio de 2014, en la NBC y en el Reino Unido el 25 de mayo de 2015 en Netflix Reino Unido.
- Datos: Q16679145